# Миниште
Миниште (Минуешта) — река в России, течёт по территории Илишевского района Башкортостана. Устье реки находится на высоте 63 м над уровнем моря в 85 км по левому берегу реки Белая. Длина реки составляет 17 км.

## Данные водного реестра
По данным государственного водного реестра России относится к Камскому бассейновому округу, водохозяйственный участок реки — Белая от города Бирск и до устья, речной подбассейн реки — Белая. Речной бассейн реки — Кама.
Код объекта в государственном водном реестре — 10010201612111100026459.